# Die Toten vom Bodensee – Der Nachtalb
Die Toten vom Bodensee – Der Nachtalb ist ein deutsch-österreichischer ORF/ZDF-Fernsehfilm von Michael Schneider aus dem Jahr 2023 mit Alina Fritsch als Abteilungsinspektorin Luisa Hoffmann und Matthias Koeberlin als Kriminalhauptkommissar Micha Oberländer sowie Hary Prinz als weiterem Kollegen. Dies ist der 17. Film der Krimiserie Die Toten vom Bodensee. Im ORF wurde er erstmals am 17. September 2023 gezeigt, die Erstausstrahlung im ZDF erfolgte am 9. Oktober 2023.

## Handlung
Der nach dem Unfalltod seiner früheren Kollegin Hannah Zeiler von Albträumen, Kopfschmerzen und Erinnerungslücken geplagte Kriminalhauptkommissar Micha Oberländer kommt morgens verkatert zu einem Tatort an einer Landstraße. Bei dem Toten handelt es sich um den Deutschen Jonas Merlau aus Baden, der überfahren wurde. Es gibt keine Zeugen, der Fahrer ist unauffindbar, fehlende Bremsspuren lassen eine Tötungsabsicht vermuten. Oberländer verschweigt seinen Kollegen, Abteilungsinspektorin Luisa Hoffmann und Thomas Komlatschek, dass ihn mit dem Opfer etwas verbindet.
Die weiteren Recherchen ergeben, dass Merlau und seine Freundin Aisha Takim zum Bodensee gekommen waren, um für 15.000 Euro ein Segelboot zu kaufen, laut Merlau ein Schnäppchen. Der Verkauf sollte in der Tatnacht im Restaurant Glashaus, einem umgebauten alten Fährschiff, stattfinden; allerdings war der Verkäufer nicht zum vereinbarten Termin erschienen. Oberländer erinnert sich vage daran, ebenfalls im Restaurant gewesen zu sein. Die Yachtbesitzerin sagt aus, dass sie ihr Boot nicht zum Verkauf angeboten habe. Wer die Anzeige online gestellt hatte, lässt sich zunächst nicht ermitteln, der Auftraggeber hatte dafür ein Prepaid-Handy verwendet. Im Restaurant erfährt Hoffmann, dass sich das Opfer mit jemandem gestritten habe, möglicherweise dem Auftraggeber des Inserates.
Im Zuge der Kriminaltechnischen Untersuchung werden Lackspuren an der Kleidung des Toten gefunden, die zu Oberländers VW Bulli führen. In der Folge wird Staatsanwältin Dr. Viktoria Seidel von der Staatsanwaltschaft Feldkirch zu den Ermittlungen hinzugezogen.
Oberländer hatte laut seiner Freundin Miriam Thaler in der Tatnacht sechs Gin Tonic konsumiert. Thaler war mit Oberländer im Restaurant und wurde von Merlau belästigt. Staatsanwältin Seidel vermutet darin ein mögliches Tatmotiv. Der vorbestrafte Aaron Lambi, der Barkeeper aus dem alten Fährschiff, gibt an, Merlau bereits tot aufgefunden zu haben und die Anzahlung an sich genommen zu haben. Lambi belastet Oberländer, der daraufhin in Untersuchungshaft kommt. Komlatschek arbeitet daran, Oberländers Unschuld zu beweisen, während Abteilungsinspektorin Hoffmann gegen ihn zu ermitteln scheint.
Aus der Akte von Aisha Takim geht hervor, dass sie in der Vergangenheit mehrere Personen alkoholisiert angegriffen hatte und deswegen ein Anti-Aggressionstraining besuchen musste. Merlau hatte seit mehreren Wochen Textverkehr mit einer Inge Limberg, die in derselben Selbsthilfegruppe wie Aisha war. Für Hoffmann ist Takim damit ebenfalls tatverdächtig. Allerdings hatte die KTU keine DNA von Takim in Oberländers Bulli gefunden.
Komlatschek vermutet, dass Miriam Thaler Merlau überfahren hat, weil die blauen Handschuhe im Verbandkasten des VW Bulli durch jene gelben ausgetauscht wurden, die Thaler in ihrem Atelier verwendet. Laut Thaler hatte Oberländer ihr im alkoholisierten Zustand einen blauen Fleck an der Schulter zugefügt, Komlatschek ist allerdings der Meinung, dass dieser vom Gurt im Bulli stammt, als sie ruckartig angefahren ist. Außerdem findet er Skulpturen von Oberländer in Miriams Keller. Bei einer offiziellen Hausdurchsuchung sind diese allerdings verschwunden. Komlatschek ist sich sicher, dass Thaler Oberländer bewusst belasten und ihm die Tat in die Schuhe schieben will.
Von Aisha Takim erfährt Komlatschek, dass Katja Thaler, Miriams jüngere Schwester, in einer anderen Selbsthilfegruppe war. Katja beging Suizid, während Miriam Thaler im Gefängnis war. Katja war zuvor in einer Beziehung mit Jonas Merlau, der sie verlassen hatte. Miriam gab Merlau die Schuld an Katjas Tod. Oberländer wiederum ist in ihren Augen schuldig, weil er Miriam seinerzeit ins Gefängnis gebracht hatte, was zur Folge hatte, dass sie sich in dieser besonderen Notsituation nicht um ihre Schwester kümmern konnte.
Miriam setzt Luna unter Drogen und fährt mit ihr an einen Wasserfall, wo sie das bewusstlose Mädchen ins Wasser stoßen will, um sich an Oberländer zu rächen. Als sie Oberländer nahen sieht, stößt sie Luna den Wasserfall hinunter ins Wasser. Micha Oberländer gelingt es jedoch, seine Tochter gerade noch rechtzeitig zu retten. Als Miriam sieht, dass ihr Plan misslungen ist, bedroht sie Vater und Tochter mit einer Waffe und wird von dem hinzukommenden Komlatschek erschossen. Hoffmann hat inzwischen herausgefunden, dass Thaler Oberländer seit Wochen heimlich L-Dopa verabreicht hatte, ein Medikament zur Behandlung der Parkinson-Krankheit, worauf seine Beschwerden und Albträume der letzten Zeit zurückzuführen sind.

## DVD-Veröffentlichung
Die DVD befindet sich seit dem 13. Oktober 2023 im Verkauf.

## Produktion und Hintergrund

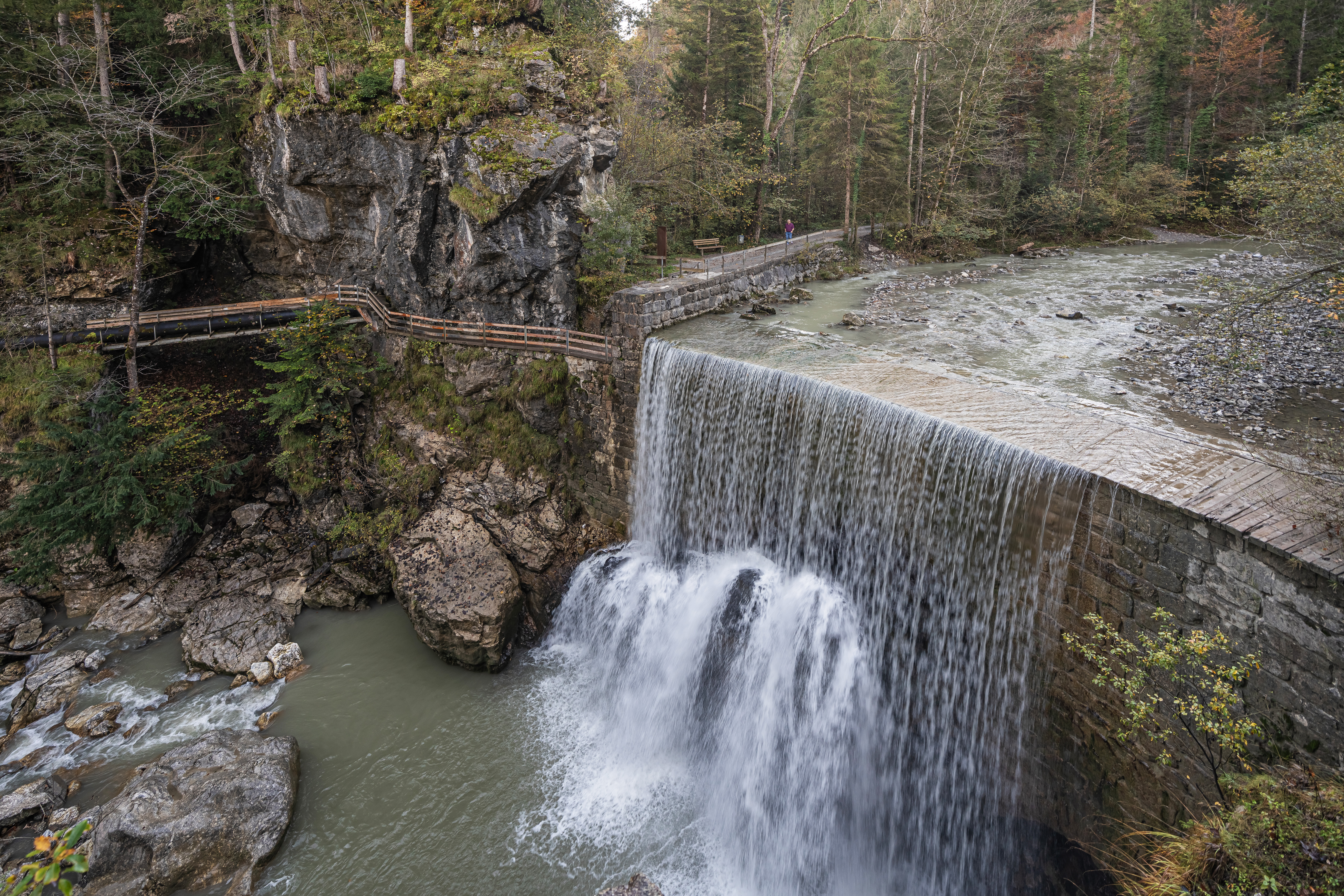
Der Drehort für den Showdown: die Rappenlochschlucht bei Dornbirn

Die Dreharbeiten fanden gemeinsam mit dem 16. Teil Nemesis von 26. April bis zum 27. Juni 2022 am Bodensee und Umgebung statt.
Produziert wurde der Film von der Graf Filmproduktion GmbH und Rowboat Film- und Fernsehproduktion, beteiligt waren der Österreichische Rundfunk und das Zweite Deutsche Fernsehen. Unterstützt wurde die Produktion durch den Fernsehfonds Austria sowie das Land Vorarlberg.
Die Kamera führte Lukas Gnaiger, die Montage verantwortete Jörg Kroschel und das Casting Judith Limberger. Den Ton gestaltete Hjalti Bager-Jonathansson, das Szenenbild Christine Egger, das Kostümbild Heike Werner und die Maske Birgit Beranek und Tinka Katherina Brand.

## Rezeption

### Kritiken
Die Kritiker der Fernsehzeitschrift TV Spielfilm bewerteten den Film mit einem Daumen nach oben und resümierten mit den Worten Dieser packende Albtraumkrimi hält noch lange wach. Zwar komme die neue Kollegin auch bei ihrem zweiten Auftritt zu kurz, dafür dürfe Komlatschek beweisen, dass mehr als ein Stichwortgeber in ihm stecke.
Tilmann P. Gangloff befasste sich auf der Seite suedkurier.de mit dem Film und meinte, dass das Drehbuch richtig gut sei, aber die Umsetzung fast noch besser. Selbst findige Krimifans brauchten eine Weile, bis sie das Komplott durchschauten; die entsprechende Erklärung sei eine echte Überraschung.
Oliver Armknecht schrieb auf der Seite film-rezensionen.de, dass ein Whodunnit ohne potenzielle Täter Seltenheitswert habe und einen ganz besonders viel grübeln lasse. Aufgrund des Ausschlussprinzips könne man aber erraten, wer dahinter stecken könnte, auch wenn kein plausibler Grund vorliege. Der werde erst später geliefert, sei nicht so wirklich überzeugend und sehr konstruiert. Das Ensemble sei deutlich engagierter als bei einigen späteren Teilen der Reihe, insgesamt reiche es aber nur fürs Mittelmaß.

### Einschaltquoten
Die Erstausstrahlung im ORF am 17. September 2023 sahen 700.000 Zuseher, der Marktanteil lag bei 25 Prozent.
Die deutsche Erstausstrahlung am 9. Oktober 2023 im Programm des ZDF wurde von 6,46 Millionen Zuschauern gesehen, der Marktanteil betrug 23,9 Prozent.